# Kelpo Gröndahl
Kelpo Olavi Gröndahl est un lutteur et un homme politique finlandais né le 28 mars 1920 à Pori et mort le 2 août 1994 à Pori.

## Palmarès en lutte

### Jeux olympiques
- Médaille d'or en lutte gréco-romaine dans la catégorie des moins de 87 kg en 1952 à Helsinki
- Médaille d'argent en lutte gréco-romaine dans la catégorie des moins de 87 kg en 1948 à Londres

### Championnats du monde
- Médaille d'argent en lutte gréco-romaine dans la catégorie des moins de 87 kg en 1953 à Naples

## Carrière politique
Kelpo Gröndahl est député de l'Eduskunta de 1962 à 1970 au sein de la Ligue démocratique du peuple finlandais.